# Gens Jania
La gens Jania era una familia plebeya de la antigua Roma. Los escritores antiguos no mencionan a ningún miembro de esta gens, pero se conocen a varios por inscripciones.

## Miembros
- Lucio Janio, nombrado en una inscripción de Pompeya en Campania.[1]
- Janio Firmus, dedicó una tumba en Roma para su esposa y para su hija Grapta.[2]
- Jania Januaria, enterrada en Aquae en Dacia entre los años 150 y 270 d. C., junto con Gayo Janio Januario y Janio Marciano.[3]
- Cayo Janio Januario, enterrado en Aquae entre 150 y 270 d. C., junto con Janio Marciano y Jania Januaria.[3]
- Servio Janio Juvencio, hizo una ofrenda a Hércules Invictus en Sibrium en Galia Transpadana, que data de la segunda mitad del siglo III.[4]
- Janio Marciano, enterrado en Aquae entre 150 y 270 d. C., junto con Gayo Janio Marciano y Jania Januaria.[3]